# Eusebio Ramos Morales
Eusebio Ramos Morales (ur. 15 grudnia 1952 w Maunabo) – portorykański duchowny rzymskokatolicki, od 2017 biskup Caguas.

## Życiorys
Święcenia prezbiteratu przyjął 3 czerwca 1983 i został inkardynowany do diecezji Caguas. Pracował głównie jako duszpasterz parafialny oraz jako wykładowca i rektor diecezjalnego seminarium.
11 marca 2008 papież Benedykt XVI mianował go biskupem nowo powstałej diecezji Fajardo–Humacao. Sakry biskupiej udzielił mu 31 maja 2008 abp Roberto Octavio González Nieves.
2 lutego 2017 został mianowany biskupem Caguas, zaś 26 lutego tegoż roku kanonicznie objął urząd.